# Campeonato Mundial de Piragüismo en Eslalon de 1989
El XXI Campeonato Mundial de Piragüismo en Eslalon se celebró en el Río Savage (Estados Unidos) entre el 15 y el 25 de junio de 1989 bajo la organización de la Federación Internacional de Piragüismo.

## Medallistas

### Masculino
| Evento         | Oro | Plata | Bronce                                                                                                |
| -------------- | --- | --- | --- |
| K1 individual  | Richard Fox Reino Unido 198,61 pts.                                                                         | Gilles Clouzeau Francia 203,28 pts.                                                                              | Jernej Abramič Yugoslavia 203,39 pts.                                                                 |
| C1 individual  | Jon Lugbill Estados Unidos 205,04                                                                           | David Hearn Estados Unidos 217,01                                                                                | Thierry Humeau Francia 226,52                                                                         |
| C2 individual  | Frank Hemmer Thomas Loose RFA 237,55                                                                        | Jan Petříček Tomáš Petříček Checoslovaquia 243,21                                                                | Emmanuel del Rey Thierry Saïdi Francia 248,54                                                         |
| K1 por equipos | Jernej Abramič Marjan Štrukelj Albin Čižman Yugoslavia 228,05                                               | Marco Caldera · Pierpaolo Ferrazzi · Ettore Ivaldi · Italia · 232,77                                             | Michael Seibert Thomas Hilger Martin Hemmer RFA 238,28                                                |
| C1 por equipos | Jon Lugbill David Hearn Jed Prentice Estados Unidos 242,50                                                  | Thierry Humeau Jacky Avril Thierry Lepeltier Francia 263,21                                                      | Borut Javornik Jože Vidmar Boštjan Žitnik Yugoslavia 288,80                                           |
| C2 por equipos | Francia Emmanuel del Rey / Thierry Saïdi Michel Saïdi / Jérôme Daval Gilles Lelievre / Jérôme Daille 286,72 | Checoslovaquia Jiří Rohan / Miroslav Šimek Jan Petříček / Tomáš Petříček Miroslav Hajdučík / Milan Kučera 297,76 | RFA Frank Hemmer / Thomas Loose Frank Becker / Martin Fröhlke Stephan Bittner / Volker Nerlich 333,52 |

### Femenino
| Evento         | Oro                                                                        | Plata                                                             | Bronce                                                                           |
| -------------- | -------------------------------------------------------------------------- | ----------------------------------------------------------------- | -------------------------------------------------------------------------------- |
| K1 individual  | Myriam Jerusalmi Francia 234,80 pts.                                       | Dana Chladek Estados Unidos 238,98 pts.                           | Catherine Hearn Estados Unidos 244,20 pts.                                       |
| K1 por equipos | Myriam Jerusalmi Marie-Françoise Grange-Prigent Anne Boixel Francia 271,67 | Dana Chladek Catherine Hearn Jennifer Stone Estados Unidos 292,54 | Zdeňka Grossmannová Štěpánka Hilgertová Marcela Hilgertová Checoslovaquia 327,70 |

## Medallero
| Núm. | País           | Oro | Plata | Bronce | Total |
| ---- | -------------- | --- | ----- | ------ | ----- |
| 1    | Francia        | 3   | 2     | 2      | 7     |
| 2    | Estados Unidos | 2   | 3     | 1      | 6     |
| 3    | RFA            | 1   | 0     | 2      | 3     |
| 3    | Yugoslavia     | 1   | 0     | 2      | 3     |
| 5    | Reino Unido    | 1   | 0     | 0      | 1     |
| 6    | Checoslovaquia | 0   | 2     | 1      | 3     |
| 7    | Italia         | 0   | 1     | 0      | 1     |
|      | TOTAL          | 8   | 8     | 8      | 24    |